# 陳耀火
陳耀火（1923年12月8日—2005年10月18日），為屏東縣私立南榮國民中學創辦人。

## 生平
陳耀火國小畢業後，年少就在父母的期許中留學日本，就讀於日本豐國學園與日本中央大學。二次大戰後回台續讀於台灣大學經濟系，畢業後曾任鳳山州政府課長、潮州高中英語教師、屏東女中初級中學教師。民國40年代，崁頂鄉僅有八個村落，一般家長務農或以泥水、版模、建築維生，經濟力薄弱。當時崁頂鄉只有三所國小（崁頂、力社、港東），雖曾有專科學校擬設校，因考量人口太少而喊停。政府曾有「設立屏中、屏女高中分校措施」，都因經濟及人口因素而未選擇崁頂鄉。而陳耀火在四十三歲時選擇在崁頂鄉設校，成為屏東縣私立南榮國中創辦人，曾經獲得私校頒發最高榮譽(教育貢獻獎)。
陳耀火擔任南榮國中首任校長期間，自民國五十三年籌建，經歷校長職務直至民國八十年二月一日，共達二十五年。
陳耀火認為教育的範圍應該擴展國民禮儀外交，每每日本友人到台灣訪問交流，他定要學生到機場迎賓，並宴請學校行政同仁與日方友人餐敘。
陳耀火深知經營代用國民中學處遇艱難，爭取教職員工福利皆不遺餘力。
陳耀火先生逝世於民國九十四年十月十八日，享壽八十二歲，葬於屏東家族墓園。

## 創校過程
民國57年，政府實施九年國民義務教育，全國每一鄉鎮皆須有國中。但當時政府財政困難，所以陳耀火說服董事們加入「代用國民中學」（Charter school （页面存档备份，存于），即行政契約學校，在美國稱為「特許學校」、「獎章學校」、「理念學校」）的行列（成為「私立南榮代用國民中學」，民國72年奉命更名「屏東縣私立南榮國民中學」）。讓政府省下設校經費，共同推展國民教育。
政府要求代用國中「公校收費」，表示會撥發「補貼款」，補足代用國中學費之差額。然而後來卻只以教師薪資打八折，校長及教職員工皆無編列預算之方式補助；修繕、設備、建築及教師所有福利全無補貼。凡遇建設需求，只能由董事借貸支撐。原先加入的一百多所代用國中，五年之內幾乎全數退出。培養中華民國海軍子弟的高雄市海青中學 （页面存档备份，存于）也於民國68年退出，改由高雄市政府接收為高職。培養中油子弟的國光中學，於民國70年退出。目前全國僅剩四所代用國中，南榮之外，另三所為雲林縣的東南國中、淵明國中 （页面存档备份，存于），以及臺南七股的昭明國中。
南榮成為代用國中不到三年，董事們即指責陳耀火「經營虧損」，紛紛撤資離去。陳耀火無法再找到捐資人，只得變賣及抵押家產，或向友人高利借貸，還以子女的名義信用貸款，用盡一切力量撐起學校。
民國66年，南榮國中已無法支撐，欲移轉給屏東縣政府。屏東縣議會議員組團到校瞭解後發現，南榮每年虧損約新台幣80萬元（當時教師每月薪資約新台幣四、五千元，以此比例換算，在今日即是每年虧損新台幣640萬元），所以縣議會不同意接管，縣議員只好提議「請政府多加補助才公平」。但補助仍未到，陳耀火不忍教師、學生面臨「流離失所」，只得繼續苦撐。當時政府對於代用國中教師的喪葬、生產等福利全無，又要教師認真教學，因此教師異動頻繁。他一面揹債，一面率領教職員好好辦教育，其艱困只有「如人飲水，冷暖自知」。
陳耀火多次遭各界人士誤解；但他並不多加解釋，只有了解他的長官為他加油打氣。他一生傾其所有，只為學校發展，從未收過廠商、教師任何不法之錢，也沒有股票或經營其他生意。他不交際應酬，全部精神皆放在學校，因此能要求老師認真負責、好好教學。此乃他一生的驕傲，唯「孤臣孽子」可堪比擬。
陳耀火深知經營代用國中的艱難，只要有機會與屏東縣政府、臺灣省政府教育廳長官會面，就極力為教職員工爭取福利。多次夜半搭車啟程、隔天一早到達省教育廳（現台中市霧峰區）。
陳耀火每遇困境總是默默承受，鮮少怨言。每月第一週，他總坐在桌前整理帳冊（目前最早可見的一冊，是民國65年），條條書寫、清楚記載本金及利息之支應。工作40年，也扛債40年，至死未終。僅存的兩棟房舍都抵押，還曾賣掉土地及精華地段房舍一棟。他曾對兒女說：「為何政府不守信用？既鼓勵私人興學、讓私校成為代用國中，卻無法如承諾所言給予合理補助。教職員工無其他福利，讓身為創辦者毫無尊嚴。」

## 建樹
- 屏東縣私立南榮國中創辦人
- 屏東縣私立南榮國中首任校長
- 擘劃經營，本著教育理念，貫徹教育措施，教育績效成果斐然。
- 重視生活教育，擴展國民禮儀外交。
- 爭取教職員工福利不遺餘力。
  - 代用國中編制內專任教職員退休案。
  - 爭取考績獎金、年終獎金、生活津貼(結婚、生育、喪葬、子女教育)補助案。
- 興建南榮國中午餐廚房、生科教室、專科教室、圖書館、視聽、柔道[已改成創客中心]、舞蹈、音樂、電腦等教室。
- 美化綠化南榮國中校園、改善教學環境、提升教學品質。